# San Francisco Zoo
De San Francisco Zoo, voorheen Fleishhacker Zoo, is een dierentuin in San Francisco, Californië die meer dan 250 diersoorten huisvest. Het ligt in de zuidwestelijke hoek van de stad tussen de Great Highway en Lake Merced. De hoofdingang, ooit gelegen aan de noordelijke zijde aan de overkant van het voormalige fastfoodrestaurant Doggie Diner, is later verplaatst naar de westelijke zijde van dierentuin aan de Great Highway en de Grote Oceaan. Het westelijke eindpunt van de L Taraval Muni Metrolijn ligt ten noorden van de dierentuin.

## Uitbraak tijger
Op 25 december 2007 doodt een ontsnapte Siberische tijger genaamd Tatiana even na sluitingstijd een bezoeker en verwondt twee anderen. Vier te hulp geschoten politieagenten schoten de tijger vervolgens dood. Een bezoekster verklaart later dat vier jonge mannen de tijger voor haar ontsnapping zouden hebben lastiggevallen. In december 2006 viel de tijger al haar verzorgster aan.